# Opérateur (biologie)
 (mars 2023).
Si vous disposez d'ouvrages ou d'articles de référence ou si vous connaissez des sites web de qualité traitant du thème abordé ici, merci de compléter l'article en donnant les références utiles à sa vérifiabilité et en les liant à la section « Notes et références ».
En biologie, un opérateur est un segment d'acide nucléique sur lequel se lie une protéine régulatrice qui va moduler l'expression des gènes en aval. La liaison de cette protéine à l'opérateur peut soit stimuler, soit réprimer la production du produit du gène ainsi contrôlé, on parle d'activateur dans le premier cas et de répresseur dans le second cas. Initialement la notion d'opérateur a été définie pour la régulation de la transcription et dans ce cas l'opérateur est une séquence d'ADN. Cette notion a ensuite été étendue à la régulation de la traduction au niveau de l'ARN messager, on parle alors de opérateur traductionnel, localisé dans la séquence de l'ARN.
L'opérateur peut contrôler un ensemble de gènes situés en aval, que l'on appelle un opéron.
La liaison de la protéine régulatrice à l'opérateur, qu'il s'agisse d'un répresseur ou d'un activateur, est souvent modulée par un signal externe que l'on appelle un effecteur. La liaison de l'effecteur à la protéine régulatrice, souvent une petite molécule comme un sucre ou un acide aminé, modifie la capacité de liaison de la protéine régulatrice à l'opérateur. C'est ainsi que l'expression des gènes peut être modulée par un signal.
Historiquement, le premier exemple décrit d'un opérateur est celui qui contrôle l'expression de l'opéron lactose, qui a été décrit au début des années 1960 par François Jacob et Jacques Monod.